# Michael Tse
Michael Tse Tin-wah (n. 15 de julio de 1967) es un actor, cantante y bailarín hongkonés.

## Carrera
Michael Tse se graduó en Danza Clásica y además tuvo su formación en red TVB, en la que evolucionó su carrera dentro de la actuación. Con dicho canal también trabajó como bailarín durante cinco años. Luego de retirarse de TVB, pasó a formar parte de un grupo musical llamado 風 火海 (Wind Fire Sea) con Jordan Chan y Jason Chu. Dos de sus CDs, fueron lanzados entre 1994 y 1995.
En 1996, en la película titulada "Young and Dangerous" (古惑仔), Tse interpretó a su personaje llamado "Tai Tin Yee", conocido además como género de la tríada. La película tuvo un gran éxito, lo que le llevó a nueve secuelas y spin-offs, que se concluyó en el 2000. El grupo se despidió del público definitivamente.
Tse participó en el Snow.Wolf.Lake, un recital musical moderna de Hong Kong (雪狼湖) en 1997. En 1998, Tse participó en una serie de televisión titulada "Un Kindred Spirit" y se convirtió oficialmente en un actor agente de la televisión de la red TVB. También interpretó sus personajes secundarios importantes, en series de televisión como Detective Investigation Files (1999), Virtues of Harmony (2001–2003, 2003–2005) y Legal Entanglement (2002).

## Filmografía

### Series de televisión
| Año  | Título                                              | Personaje                                         | Premios aniversario de la red TVB | Notas                                            |
| ---- | --------------------------------------------------- | ------------------------------------------------- | --- | ------------------------------------------------ |
| 1995 | A Kindred Spirit 《真情》                           | Lo Sang Mun 羅生門 (Simon)                        | |                                                  |
| 1998 | Time Off 《生命有TAKE2》                            | Mak Sai Ho 麥世豪 (Thomas)                        | |                                                  |
| 1998 | As Sure As Fate 《師奶強人》                        | Cheng Wing-kin 鄭永健                             | |                                                  |
| 1998 | Moments of Endearment 《外父唔怕做》                | Lee Chun Fai 李俊輝                               | |                                                  |
| 1998 | ICAC Investigators 1998 《廉政行動1998》            | Mak Kai-fai 麥嘉輝                                | | Episode 2: "The Hundred Million Rule" (億萬裁決) |
| 1999 | Detective Investigation Files IV 《刑事偵緝檔案IV》 | Lau Sai Cheung 劉世昌                             | |                                                  |
| 1999 | Anti-Crime Squad 《反黑先鋒》                       | Turbo                                             | |                                                  |
| 1999 | Face to Face 《雙面伊人》                           | Mok Yat Ming 莫一鳴                               | |                                                  |
| 1999 | Dragon Love 《人龍傳說》                            | Liu Dai Pang 雷大鵬                               | |                                                  |
| 1999 | Witness to a Prosecution 《洗冤錄》                 | Sit Dan 薛丹                                      | |                                                  |
| 2001 | Virtues of Harmony 《皆大歡喜》                     | Kam Yuet 金月                                     | |                                                  |
| 2001 | At Point Blank 《婚姻乏術》                         | Chan Siu Ming 陳小明                              | |                                                  |
| 2001 | Screen Play 《娛樂反斗星》                          | Lam Kwong Cheung 藍廣昌                           | |                                                  |
| 2002 | Legal Entanglement 《法網伊人》                     | Yeung Ming 楊明 (Joe)                             | |                                                  |
| 2002 | Love and Again 《駁命老公追老婆》                   | Lau Fuk Wing 劉福榮                               | |                                                  |
| 2003 | Virtues of Harmony II 《皆大歡喜II》                | Kam Yuet 金月 (Marco)                             | |                                                  |
| 2005 | The Zone 《奇幻潮》                                 | Michael                                           | | Appeared in ep.8 "I Love You" (我愛你)           |
| 2006 | La Femme Desperado 《女人唔易做》                   | Man King Leung 文景良 (Ah Man)                    | Nominated - TVB Award for Best Actor Nominated - TVB Award for My Favourite Male Character Nominated - TVB Award for Most Improved Male Artiste (Top 5) |                                                  |
| 2007 | Best Bet 《迎妻接福》                               | Ho Yee 賀義                                       | |                                                  |
| 2007 | The Slicing of the Demon 《凶城計中計》             | Sui Yu Chun 水如塵                                | |                                                  |
| 2007 | The Family Link 《師奶兵團》                        | Fong Yim Jo 方彥祖 (Joe)                          | Nominated - TVB Award for Best Actor Nominated - TVB Award for My Favourite Male Character |                                                  |
| 2007 | Word Twisters' Adventures 《鐵咀銀牙》              | Fong Tong Keng 方唐鏡                             | |                                                  |
| 2008 | The Money-Maker Recipe 《師奶股神》                 | Wong Chi Chung 黃子聰                             | Nominated - TVB Award for My Favourite Male Character (Top 5) |                                                  |
| 2009 | E.U. 《學警狙擊》                                   | Leung Siu Tong / Laughing 梁笑棠 / Laughing哥     | Ming Pao Anniversary Award for My Most Supportive Performance TVB Award for Best Supporting Actor My AOD Favourite Awards for My Favorite Classic Role (5-Year Anniversary Special Award) Nominated - TVB Award for My Favourite Male Character (Top 5) |                                                  |
| 2009 | You're Hired 《絕代商驕》                           | Ngon Jo Lin 安祖連 (Johnny)                       | |                                                  |
| 2010 | Cupid Stupid 《戀愛星求人》                         | Koon Sing Ho 官星皓 (Jeff)                        | | Warehoused overseas                              |
| 2010 | My Better Half 《老公萬歲》                         | Ching Yee 程義                                    | Nominated - TVB Award for Best Supporting Actor |                                                  |
| 2011 | The Rippling Blossom 《魚躍在花見》                 | Yue Chi Hiu 魚至囂                                | |                                                  |
| 2011 | Relic of an Emissary 《洪武三十二》                 | Ngo Siu-fung 敖笑風                               | |                                                  |
| 2011 | Lives of Omission 《潛行狙擊》                      | Leung Siu Tong / Laughing Gor 梁笑棠 / Laughing哥 | My AOD Favourites for My Favourite Drama Character (1 of 15) My AOD Favourites for My Favourite On Screen Couple (shared with Fala Chen) My AOD Favourites for My Favourite Drama Theme Song Beijing Youku Drama Awards for Best Actor of the Year (HK/Taiwan) Nominated - TVB Anniversary Award for Best Actor (Top 5) Nominated - TVB Anniversary Award for My Favourite Male Character (Top 5) Nominated - My AOD Favourites for Best Actor (Top 5) Nominated - Ming Pao Anniversary Award for Outstanding Actor in Television |                                                  |
| 2012 | L'Escargot 《缺宅男女》                             | Ko Wang Chim 高宏瞻 (Jim)                         | |                                                  |
| 2012 | Sergeant Tabloid 《女警愛作戰》                     | Lam Yat Yat 藍一一 (Gordon, A1)                   | My AOD Favourites for My Favourite Drama Character (1 of 15) Nominated - My AOD Favourites for Best Actor (Top 12) |                                                  |
| 2012 | Friendly Fire 《法網狙擊》                          | Kam Cho Chan 甘祖贊 (Jay, JJ)                     | |                                                  |
| 2013 | Hero 《英雄》                                       | King Goujian of Yue 越王勾踐                      | | Mainland series                                  |
| 2013 | Sniper Standoff 《神槍狙擊2013》                    | Lee Ho Yeung 李浩陽                               | |                                                  |

### Películas
| Año  | Título                                                                         | Personaje                                          | Notas                                     |
| ---- | ------------------------------------------------------------------------------ | -------------------------------------------------- | ----------------------------------------- |
| 1985 | Dead Curse 《猛鬼迫人》                                                        |                                                    |                                           |
| 1994 | The Other Side of the Sea 《海角危情》                                         |                                                    |                                           |
| 1995 | The Blade 《刀》                                                               | Skeleton                                           |                                           |
| 1995 | The Golden Girls 《山水有相逢》                                                | actor                                              |                                           |
| 1996 | Young and Dangerous 《古惑仔之人在江湖》                                       | Tai Tin Yee 大天二                                 |                                           |
| 1996 | Young and Dangerous 2 《古惑仔2之猛龍過江》                                    | Tai Tin Yee 大天二                                 |                                           |
| 1996 | Young and Dangerous 3 《古惑仔3之隻手遮天》                                    | Tai Tin Yee 大天二                                 |                                           |
| 1996 | Street of Fury 《龍虎砵蘭街》                                                  | Fu 虎                                              |                                           |
| 1996 | Tri-Star 《大三元》                                                            | passerby laughing at Qiang                         |                                           |
| 1996 | Feel 100%, Once More 《百分百岩Feel》                                          | Galinano                                           |                                           |
| 1996 | Best of the Best 《飛虎雄心2傲氣比天高》                                       | Hommie Chu Ka Choi                                 |                                           |
| 1996 | Growing Up 《人細鬼大》                                                        | Michael Fung                                       |                                           |
| 1997 | Young and Dangerous 4 《97古惑仔戰無不勝》                                     | Tai Tin Yee 大天二                                 |                                           |
| 1997 | Those Were the Days 《精裝難兄難弟》                                           | man with lighter in Ku Wak Chai movie              |                                           |
| 1997 | Whatever Will Be, Will Be 《迷失樂園》                                         |                                                    |                                           |
| 1997 | The Peeping Tom 《赤足驚魂》                                                   | Inspector Ken Cheng                                |                                           |
| 1998 | The Storm Riders 《風雲雄霸天下》                                              | Frost 秦霜                                         |                                           |
| 1998 | Rape Trap 《強姦陷阱》                                                         | Leung Chun Wah                                     |                                           |
| 1998 | You Light Up My Life 《想見妳》                                                | Tony                                               |                                           |
| 1998 | Shed No Tears 《男兒血淚》                                                     |                                                    |                                           |
| 1998 | Love & Let Love! 《生死戀》                                                    | Cliff's buddy                                      |                                           |
| 1998 | Troublesome Night 3 《陰陽路之升棺發財》                                       | Daviv                                              |                                           |
| 1998 | Fatal Desire 《野性任務》                                                      |                                                    |                                           |
| 1999 | I.C. Kill 《網上怪談之兇靈對話》                                               | Jim Cheung                                         |                                           |
| 1999 | My Loving Trouble 7 《我愛777》                                                | Steven                                             |                                           |
| 1999 | The H.K. Triad 《O記三合會檔案》                                               |                                                    |                                           |
| 1999 | The Young Ones 《監獄風雲之少年犯》                                            | Fat B                                              |                                           |
| 1999 | The Masked Prosecutor 《夜叉》                                                 | Wan Chi Lin                                        |                                           |
| 2000 | Return to Dark 《改正歸邪》                                                    | Blondie                                            |                                           |
| 2000 | And I Hate You So 《小親親》                                                   | Dog owner in Antique shop                          |                                           |
| 2000 | Those Were the Days... 《友情歲月之山雞故事》                                  | Tai Tin Yee 大天二                                 | Spin-off to Young and Dangerous franchise |
| 2000 | Conspiracy 《赤裸紅唇》                                                        | Andy Yeung                                         |                                           |
| 2000 | Born to Be King 《勝者為王》                                                   | Michael                                            |                                           |
| 2000 | Twilight Garden 《幽谷約會》                                                   | Wah 阿華                                           |                                           |
| 2000 | Queenie & King the Lovers 《Ｑ畸戀人》                                         | Shun                                               |                                           |
| 2001 | The Final Winner 《古惑仔之出位》                                              | Wong Po                                            |                                           |
| 2001 | The Losers' Club 《廢柴同盟》                                                  | Chiu                                               |                                           |
| 2001 | Devil Eye 《我真係見到鬼》                                                     |                                                    |                                           |
| 2001 | Killing End 《殺科》                                                           | So Wai Fai                                         |                                           |
| 2001 | Bullets of Love 《不死情謎》                                                   | cop shot in the street                             |                                           |
| 2002 | Black Mask 2: City of Masks 《黑俠 II》                                        | Iguana (Cantonese voice)                           |                                           |
| 2002 | Women From Mars 《當男人變成女人》                                             | Gangster in hell                                   |                                           |
| 2003 | The Secret Society - Boss 《江湖篇之大佬》                                     | Lee Sir 李Sir                                      |                                           |
| 2003 | The Princess of Temple Street 《廟街公主》                                     |                                                    |                                           |
| 2003 | Kidnap the Wrong Person 《綁錯義嫂著錯草》                                     | Nonsense                                           |                                           |
| 2004 | Cow Unbowed 《誓不低頭》                                                       | Ko Fung                                            |                                           |
| 2004 | Who is the Next Boss 《新一代接班人之殺戮江湖》                                |                                                    |                                           |
| 2005 | Set Up 《凶男寡女》                                                            | Ted                                                |                                           |
| 2005 | The Sequence of Underground 《街頭風雲之地下秩序》                             | Tak                                                |                                           |
| 2009 | Turning Point 《Laughing Gor之變節》                                           | Leung Siu Tong / Laughing Gor 梁笑棠 / Laughing哥  |                                           |
| 2010 | 72 Tenants of Prosperity 《72家租客》                                          | Laughing Gor Laughing哥                            |                                           |
| 2010 | Pleasant Goat and Big Big Wolf: The Tiger Prowess 《喜羊羊與灰太狼之虎虎生威》 | Big Big Wolf (Cantonese voice) 灰太狼 (粵語版配音) |                                           |
| 2010 | Kung Fu Hip-Hop 2 《精舞門2》                                                  | Ran Qiu 冉秋                                       |                                           |
| 2011 | I Love Hong Kong 《我愛HK開心萬歲》                                            | 87 Gang leader 87年江湖大佬                        |                                           |
| 2011 | Moon Castle: The Space Adventure 《喜羊羊與灰太狼之兔年頂呱呱》                | Big Big Wolf (Cantonese voice) 灰太狼 (粵語版配音) |                                           |
| 2011 | The Fortune Buddies 《勁抽福祿壽》                                             | Brother Wah 華哥                                   |                                           |
| 2011 | Turning Point 2 《Laughing Gor之潛罪犯》                                       | Leung Siu Tong / Laughing Gor 梁笑棠 / Laughing哥  |                                           |
| 2013 | I Love Hong Kong 2013 《2013我愛HK 恭喜發財》                                  | Ha Sek Sam (Youth) 夏石森（青年）                  |                                           |
| 2013 | Badges of Fury 《不二神探》                                                    | Yao Yi Wei 姚一偉                                  |                                           |
| 2014 | Golden Brother                                                                 |                                                    |                                           |
| 2015 | An Inspector Calls                                                             |                                                    |                                           |
| 2015 | Wild City 《迷城》                                                             |                                                    | Filming                                   |
| TBA  | Buddy Cops 《神獸巴打》                                                        | Leung Siu Tong / Laughing Gor 梁笑棠 / Laughing哥  | Awaiting release                          |

## Temas musicales de series de TV y películas
- I Decide (我話事), theme song for Young and Dangerous (1996)
- Blade Light Sword Shadow (刀光劍影) with Ekin Cheng, sub theme song for Young and Dangerous (1996)
- 100% Girl (百分之百的女孩), sub theme song for Young and Dangerous (1996)
- Confidant Myself (知己 自己) with Ekin Cheng, theme song for Young and Dangerous 2 (1996)
- Cunning (古古惑惑) with Jason Chu and Jerry Lamb, sub theme song for Young and Dangerous 2 (1996)
- Love Today Went Through (愛情今天經過), sub theme song for Growing Up (1996)
- The Era of Eating and Drinking (吃喝時代), theme song for God of Cookery (1999)
- Black and White Rhythm (黑白變奏) with Ron Ng and Sammul Chan, theme song for E.U. (2009).
- Savour (細味), theme song for The Season of Fate (2010).
- A Man's Diary (大丈夫日記) with Michael Miu, theme song for My Better Half (2010).
- I Will Wait For You (我等你) with Kate Tsui, sub theme song for Relic of an Emissary (2011).
- Walk Alone (獨行), theme song for Lives of Omission (2011)
- Center Point (中心點) with Niki Chow,  theme song for Sergeant Tabloid (2012)
- Return Heart (還心) with Ma Zihan, theme song for Hero (2012)
- Seemingly Imaginary Life (疑幻人生) with Sammy Leung, theme song for Friendly Fire (2012)
- life of Attack (狙擊人生), theme song for Sniper Standoff (2013)